# Mihoko Iwajaová
Mihoko Iwajaová (japonsky 岩屋 美保子, * 1. června 1964) je bývalá japonská fotbalistka.

## Reprezentační kariéra
Za japonskou reprezentaci v roce 1981 odehrála 2 reprezentační utkání. Byla členkou japonské reprezentace i na Mistrovství Asie ve fotbale žen 1981.

## Statistiky
| Japonsko | Japonsko | Japonsko |
| Roky     | Záp.     | Góly     |
| -------- | -------- | -------- |
| 1981     | 2        | 0        |
| Celkem   | 2        | 0        |